# Песчаное (Топчихинский район)
Песча́ное — село в Топчихинском районе  Алтайского края  России. Входит в состав Парфёновского сельсовета.

## Географическое положение и природные условия
Село расположено на Приобском плато, на берегах озера Песчаное.

## История
История села начиналась в XVIII веке, когда шло постепенное заселение русскими поселенцами левобережья Оби. 
Датой основания села считается 1763 год. По данным переписи населения 1859 года, в деревне Песчаной (второе название — Урывская) проживало 377 человек (186 — мужчины, 191— женщины) в 61 дворе. К концу XIX века население стало заметно увеличиваться вследствие притока переселенцев из губерний европейской России. Уже в 1893 году в Песчаном проживало 526 человек (253 — мужчины, 273 — женщины) в 101 дворе.
По переписным данным 1899 года в селе Песчаном Боровской волости Барнаульского уезда Томской губернии в 125 дворах проживало 746 человек (382 человека — мужчины, 364 — женщины). К этому времени в селе фиксируется наличие подготовительной школы и двух мелочных лавок .
По другим данным (перепись 1898 года), посёлок Песчаный основан в 1892 году на берегу озера Песчаное, рядом с озером Травяное (Моховое). Участок был отмежёван для 9 старообрядческих семей, точная дата межевания отсутствует. В том же году к ним присоединились 18 семей из Полтавской губернии, в 1893 году — 100 семей из Самарской губернии. основное занятие — хлебопашество, скотоводство, 4 кузнеца, 3 портных, один рыбак. Для подработки некоторые жители уходят на железную дорогу.
В 1928 году состояло из 497 хозяйства, основное население — русские. Центр Песчаного сельсовета Алейского района Барнаульского округа Сибирского края.

Улица в Песчаном

Село Песчаное. Памятник павшим воинам ВОВ.

## Население
| 1926 | 1997 | 1998 | 1999 | 2000 | 2001 | 2002 |
| ---- | ---- | ---- | ---- | ---- | ---- | ---- |
| 2451 | ↘532 | ↗541 | ↗549 | ↗552 | ↘539 | ↘498 |
| 2003 | 2004 | 2005 | 2006 | 2007 | 2008 | 2009 |
| ↗509 | ↘471 | ↗482 | ↘475 | ↘462 | ↗465 | ↘438 |
| 2010 | 2011 | 2012 | 2013 |      |      |      |
| ↘349 | ↘345 | ↘340 | →340 |      |      |      |

Согласно результатам переписи 2002 года, в национальной структуре населения русские составляли 92 %.

## Инфраструктура
В селе функционируют ООО «Зерно Алтая», ООО «Мака» (выращивание зерновых, зернобобовых и кормовых культур, заготовка растительных кормов, производство мяса), есть КФК и частные предприниматели. Работают МКОУ «Песчановская средняя общеобразовательная школа», фельдшерско-акушерский пункт, сельская библиотека и клуб, есть почтовое отделение, продуктовый и универсальный магазины .